# Giorgio Mariotti

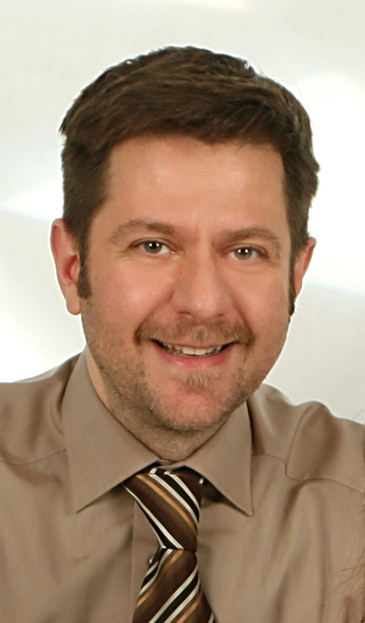
Giorgio Mariotti (2012)

Giorgio Mariotti (* 30. April 1969 in Bruchsal) ist ein italienisch-deutscher Politiker in Griechenland, Gründer und ehemaliges Vorstandsmitglied der Piratenpartei Griechenlands.

## Leben
Die Piratenpartei Griechenlands wurde 2012 unter Beteiligung  von Giorgio Mariotti gegründet.
Mariotti war von 2012 bis 2013 Mitglied und Internationaler Koordinator der Piratenpartei Griechenlands und gewähltes Vorstandsmitglied des siebenköpfigen Komitees. Er war erster Listenkandidat bei den Parlamentswahlen 2012 in Thessaloniki.
Er trat an den Parlamentswahlen Griechenlands als Kandidat an und erhielt 1307 Stimmen.
Im Laufe des Jahres 2013 kam es zum Austritt mehrerer Gründungsmitglieder und Mitglieder des Lenkungsausschusses, unter anderem von Giorgio Mariotti und Michalis Petropoulos. Diese begründeten ihren Austritt damit, dass „Machenschaften des alten Systems die Partei gekapert“ hätten. Sie gründeten eine neue Bewegung namens ΣΥΜΜΑΧΙΑ ΑΜΕΣΟΔΗΜΟΚΡΑΤΩΝ - Αμεσοδημοκρατικό Κίνημα Ελλάδας (SYMA - Bewegung für direkte Demokratie Griechenland).
Giorgio Mariotti setzte 2013 mithilfe der Open-Source-Software Loomio ein Bürgerdemokratieprojekt in Griechenland um.
Mariotti trat 2019 zur Wahl als Europaabgeordneter mit der Partei Diexodos Hellas (griechisch Διέξοδος Ελλάς) an. Er kandidierte für die Landtags- sowie Bundestagswahl in Baden-Württemberg 2021 mit der Basisdemokratischen Partei Deutschland dieBasis.